# Thaicom (companhia)
A Thaicom Public Company Limited é uma empresa operadora de satélites da Tailândia, foi anteriormente conhecida por Shin Satellite Plc (SATTEL), a mesma é uma subsidiária da Shin Corporation, o maior conglomerado de telecomunicações da Tailândia. A empresa é o primeiro operador de satélites do país, obteve uma licença do Ministério dos Transportes e Comunicações da Tailândia em 1991, para lançar e operar satélites, com base em um acordo BTO (Build-Operate-Transfer).
A empresa atualmente administra uma frota com 3 satélites em operação e outro em construção para ser lançado em 2014. O seu primeiro satélite, o Thaicom 1, também foi o primeiro satélite de comunicação da Tailândia, lançado em 17 de dezembro de 1993.